# هیدالو
هیدالو شهری باستانی متعلق به دوره عیلامیان و احتمالاً در موضع شوشتر کنونی بوده است. آشور بانیپال در ادامه فتوحات خود به این شهر رسیده است. جورج کامرون در کتاب «سپیده دم تاریخ» به آن اشاره کرده است.
هیدالو در واقع منطقه بین شوش و خرم آباد امروزی بوده که مردمان آن وطن پرست و جنگجو بودند.»
رومن گیرشمن نیز در «ایران از آغاز تا اسلام» می‌نویسد: «آشوریان در تعقیب پادشاه عیلام عده بسیاری از شهرهای آن کشور را مسخر کردند و به هیدالو که می بایست از ناحیه شوشتر باشد رسیدند.»